# Hors d'Europe (circonscription électorale)
La circonscription électorale Hors d'Europe est une circonscription électorale du Portugal, utilisée pour les élections législatives.
Il s'agit d'une des deux circonscriptions utilisées pour les Portugais résidant à l'étranger. Celle-ci sert pour la partie de la diaspora résidant dans le reste du monde.

## Résultats

### Années 2020

#### 2025
| Parti                                      | Parti                                                   | Voix    | %     | +/-  | Sièges | +/-           |
| ------------------------------------------ | ------------------------------------------------------- | ------- | ----- | ---- | ------ | ------------- |
|                                            | Chega (CH)                                              | 20 234  | 31,17 | 4,06 | 1      | en stagnation |
|                                            | AD – Coalition PSD/CDS (PPD/PSD.CDS-PP)                 | 19 076  | 29,39 | 4,71 | 1      | en stagnation |
|                                            | Parti socialiste (PS)                                   | 13 144  | 20,25 | 1,52 | 0      | en stagnation |
|                                            | Initiative libérale (IL)                                | 2 066   | 3,18  | 0,30 | 0      | en stagnation |
|                                            | Personnes–Animaux–Nature (PAN)                          | 2 019   | 3,11  | 0,42 | 0      | en stagnation |
|                                            | Bloc de gauche (BE)                                     | 1 760   | 2,71  | 0,09 | 0      | en stagnation |
|                                            | Nouvelle Droite (ND)                                    | 1 485   | 2,29  | 0,08 | 0      | en stagnation |
|                                            | Alternative démocratique nationale (ADN)                | 1 483   | 2,28  | 0,59 | 0      | en stagnation |
|                                            | LIBRE (L)                                               | 997     | 1,54  | 0,48 | 0      | en stagnation |
|                                            | Coalition démocratique unitaire (PCP-PEV)               | 585     | 0,90  | 0,23 | 0      | en stagnation |
|                                            | Parti libéral-social (PLS)                              | 545     | 0,84  | Nv.  | 0      | en stagnation |
|                                            | Volt Portugal (VP)                                      | 313     | 0,48  | 0,07 | 0      | en stagnation |
|                                            | Parti communiste des travailleurs portugais (PCTP/MRPP) | 299     | 0,46  | Abs. | 0      | en stagnation |
|                                            | Ensemble pour le peuple (JPP)                           | 237     | 0,37  | 0,06 | 0      | en stagnation |
|                                            | Nous, citoyens ! (NC)                                   | 198     | 0,31  | 0,08 | 0      | en stagnation |
|                                            | Parti populaire monarchiste (PPM)                       | 170     | 0,26  | N/A  | 0      | en stagnation |
|                                            | Réagir, inclure, recycler (RIR)                         | 164     | 0,25  | 0,03 | 0      | en stagnation |
|                                            | Ergue-te (E)                                            | 131     | 0,20  | 0,01 | 0      | en stagnation |
|                                            |                                                         |         |       |      |        |               |
| Suffrages exprimés                         | Suffrages exprimés                                      | 64 906  | 66,07 |      |        |               |
| Votes blancs                               | Votes blancs                                            | 368     | 0,37  |      |        |               |
| Votes invalides                            | Votes invalides                                         | 32 960  | 33,55 |      |        |               |
| Total                                      | Total                                                   | 98 234  | 100   | –    | 2      | en stagnation |
| Abstentions                                | Abstentions                                             | 538 426 | 84,57 |      |        |               |
| Inscrits/Participation                     | Inscrits/Participation                                  | 636 660 | 15,43 |      |        |               |
|                                            |                                                         |         |       |      |        |               |
| Source: Commission nationale des élections |                                                         |         |       |      |        |               |

| Parti | Parti | Parti | Parti   | Députés                   |
| ----- | ----- | ----- | ------- | ------------------------- |
|       | CH    | CH    | CH      | - Manuel Magno Alves      |
|       | AD    |       | PPD/PSD | - José de Almeida Cesario |

#### 2024
| Parti                                      | Parti                                    | Voix    | %     | +/-   | Sièges | +/-           |
| ------------------------------------------ | ---------------------------------------- | ------- | ----- | ----- | ------ | ------------- |
|                                            | Alliance démocratique (AD) (PSD-PP-PPM)  | 22 470  | 34,10 | 6,70  | 1      | en stagnation |
|                                            | Chega (CH)                               | 17 862  | 27,11 | 17,24 | 1      | 1             |
|                                            | Parti socialiste (PS)                    | 14 343  | 21,77 | 8,98  | 0      | 1             |
|                                            | Personnes–Animaux–Nature (PAN)           | 2 328   | 3,53  | 1,16  | 0      | en stagnation |
|                                            | Initiative libérale (IL)                 | 1 901   | 2,88  | 0,75  | 0      | en stagnation |
|                                            | Bloc de gauche (BE)                      | 1 844   | 2,80  | 0,06  | 0      | en stagnation |
|                                            | Nouvelle Droite (ND)                     | 1 454   | 2,21  | Nv.   | 0      | en stagnation |
|                                            | Alternative démocratique nationale (ADN) | 1 115   | 1,69  | 0,65  | 0      | en stagnation |
|                                            | Coalition démocratique unitaire (CDU)    | 742     | 1,13  | 0,33  | 0      | en stagnation |
|                                            | Libre (L)                                | 697     | 1,06  | 0,03  | 0      | en stagnation |
|                                            | Volt Portugal (VP)                       | 272     | 0,41  | 0,10  | 0      | en stagnation |
|                                            | Nous, citoyens ! (NC)                    | 259     | 0,39  | 0,56  | 0      | en stagnation |
|                                            | Ensemble pour le peuple (JPP)            | 201     | 0,31  | Abs.  | 0      | en stagnation |
|                                            | Réagir, inclure, recycler (RIR)          | 186     | 0,28  | 0,18  | 0      | en stagnation |
|                                            | Ergue-te (E)                             | 122     | 0,19  | 0,13  | 0      | en stagnation |
|                                            | Alternative 21 (MPT-A)                   | 97      | 0,15  | 1,48  | 0      | en stagnation |
|                                            |                                          |         |       |       |        |               |
| Suffrages exprimés                         | Suffrages exprimés                       | 65 893  | 66,99 |       |        |               |
| Votes blancs                               | Votes blancs                             | 487     | 0,50  |       |        |               |
| Votes nuls                                 | Votes nuls                               | 31 980  | 32,51 |       |        |               |
| Total                                      | Total                                    | 98 360  | 100   | -     | 2      | en stagnation |
| Abstention                                 | Abstention                               | 511 076 | 83,86 |       |        |               |
| Inscrits/Participation                     | Inscrits/Participation                   | 609 436 | 16,14 |       |        |               |
|                                            |                                          |         |       |       |        |               |
| Source: Commission nationale des élections |                                          |         |       |       |        |               |

| Parti | Parti | Parti | Parti   | Députés        |
| ----- | ----- | ----- | ------- | -------------- |
|       | AD    |       | PPD/PSD | - José Cesario |
|       | CH    | CH    | CH      | - Manuel Magno |

#### 2022
| Parti                                      | Parti                                    | Voix    | %     | +/-  | Sièges | +/-           |
| ------------------------------------------ | ---------------------------------------- | ------- | ----- | ---- | ------ | ------------- |
|                                            | Parti social-démocrate (PPD/PSD)         | 23 942  | 38,58 | 1,93 | 1      | en stagnation |
|                                            | Parti socialiste (PS)                    | 19 084  | 30,75 | 6,10 | 1      | en stagnation |
|                                            | Chega (CH)                               | 6 123   | 9,87  | 8,75 | 0      | en stagnation |
|                                            | Personnes–Animaux–Nature (PAN)           | 2 912   | 4,69  | 1,06 | 0      | en stagnation |
|                                            | Initiative libérale (IL)                 | 2 254   | 3,63  | 0,57 | 0      | en stagnation |
|                                            | Bloc de gauche (BE)                      | 1 699   | 2,74  | 0,69 | 0      | en stagnation |
|                                            | CDS – Parti populaire (CDS-PP)           | 1 379   | 2,22  | 2,99 | 0      | en stagnation |
|                                            | Coalition démocratique unitaire (CDU)    | 903     | 1,46  | 0,20 | 0      | en stagnation |
|                                            | Alternative démocratique nationale (ADN) | 648     | 1,04  | 3,20 | 0      | en stagnation |
|                                            | Libre (L)                                | 637     | 1,03  | 0,19 | 0      | en stagnation |
|                                            | Nous, citoyens ! (NC)                    | 591     | 0,95  | 0,18 | 0      | en stagnation |
|                                            | Parti de la Terre (MPT)                  | 531     | 0,86  | 0,08 | 0      | en stagnation |
|                                            | Alliance (A)                             | 479     | 0,77  | 0,71 | 0      | en stagnation |
|                                            | Volt Portugal (VP)                       | 319     | 0,51  | Nv.  | 0      | en stagnation |
|                                            | Réagir, inclure, recycler (RIR)          | 287     | 0,46  | 0,05 | 0      | en stagnation |
|                                            | Ergue-te (E)                             | 199     | 0,32  | 2,22 | 0      | en stagnation |
|                                            | Mouvement Alternative socialiste (MAS)   | 72      | 0,12  | Abs. | 0      | en stagnation |
|                                            | Parti travailliste portugais (PTP)       | 0       | 0,00  | 0,74 | 0      | en stagnation |
|                                            |                                          |         |       |      |        |               |
| Suffrages exprimés                         | Suffrages exprimés                       | 62 059  | 96,16 |      |        |               |
| Votes blancs                               | Votes blancs                             | 568     | 0,88  |      |        |               |
| Votes nuls                                 | Votes nuls                               | 1 907   | 2,96  |      |        |               |
| Total                                      | Total                                    | 64 534  | 100   | -    | 2      | en stagnation |
| Abstention                                 | Abstention                               | 529 790 | 89,14 |      |        |               |
| Inscrits/Participation                     | Inscrits/Participation                   | 594 324 | 10,86 |      |        |               |
|                                            |                                          |         |       |      |        |               |
| Source: Commission nationale des élections |                                          |         |       |      |        |               |

| Parti | Parti   | Parti   | Parti   | Députés                 |
| ----- | ------- | ------- | ------- | ----------------------- |
|       | PPD/PSD | PPD/PSD | PPD/PSD | - Antonio Malo de Abreu |
|       | PS      | PS      | PS      | - Augusto Santos Silva  |

### Années 2010

#### 2019
| Parti                                      | Parti                                              | Voix    | %     | +/-   | Sièges | +/-           |
| ------------------------------------------ | -------------------------------------------------- | ------- | ----- | ----- | ------ | ------------- |
|                                            | Parti social-démocrate (PPD/PSD)                   | 16 535  | 40,51 | N/A   | 1      | 1             |
|                                            | Parti socialiste (PS)                              | 10 060  | 24,65 | 12,42 | 1      | 1             |
|                                            | Personnes–Animaux–Nature (PAN)                     | 2 347   | 5,75  | 3,75  | 0      | en stagnation |
|                                            | CDS – Parti populaire (CDS-PP)                     | 2 127   | 5,21  | N/A   | 0      | en stagnation |
|                                            | Parti démocrate républicain (PDR)                  | 1 732   | 4,24  | 0,66  | 0      | en stagnation |
|                                            | Bloc de gauche (BE)                                | 1 398   | 3,43  | 1,68  | 0      | en stagnation |
|                                            | Initiative libérale (IL)                           | 1 248   | 3,06  | Nv.   | 0      | en stagnation |
|                                            | Parti national rénovateur (PNR)                    | 1 038   | 2,54  | 1,89  | 0      | en stagnation |
|                                            | Alliance (A)                                       | 605     | 1,48  | Nv.   | 0      | en stagnation |
|                                            | Coalition démocratique unitaire (CDU)              | 515     | 1,26  | 0,40  | 0      | en stagnation |
|                                            | Nous, citoyens ! (NC)                              | 460     | 1,13  | 18,97 | 0      | en stagnation |
|                                            | Chega (CH)                                         | 459     | 1,12  | Nv.   | 0      | en stagnation |
|                                            | Parti uni des retraités (PURP)                     | 396     | 0,97  | 0,05  | 0      | en stagnation |
|                                            | Libre (L)                                          | 342     | 0,84  | 0,21  | 0      | en stagnation |
|                                            | Parti de la Terre (MPT)                            | 318     | 0,78  | 0,03  | 0      | en stagnation |
|                                            | Parti travailliste portugais (PTP)                 | 300     | 0,74  | 0,61  | 0      | en stagnation |
|                                            | Parti populaire monarchiste (PPM)                  | 300     | 0,74  | 0,34  | 0      | en stagnation |
|                                            | Parti communiste des travailleurs portugais (PCTP) | 271     | 0,66  | 0,52  | 0      | en stagnation |
|                                            | Ensemble pour le peuple (JPP)                      | 195     | 0,48  | 0,08  | 0      | en stagnation |
|                                            | Réagir, inclure, recycler (RIR)                    | 169     | 0,41  | Nv.   | 0      | en stagnation |
|                                            |                                                    |         |       |       |        |               |
| Suffrages exprimés                         | Suffrages exprimés                                 | 40 815  | 81,78 |       |        |               |
| Votes blancs                               | Votes blancs                                       | 429     | 0,86  |       |        |               |
| Votes nuls                                 | Votes nuls                                         | 8 664   | 17,36 |       |        |               |
| Total                                      | Total                                              | 49 908  | 100   | -     | 2      | en stagnation |
| Abstention                                 | Abstention                                         | 519 220 | 91,23 |       |        |               |
| Inscrits/Participation                     | Inscrits/Participation                             | 569 128 | 8,77  |       |        |               |
|                                            |                                                    |         |       |       |        |               |
| Source: Commission nationale des élections |                                                    |         |       |       |        |               |

| Parti | Parti   | Parti   | Parti   | Députés                |
| ----- | ------- | ------- | ------- | ---------------------- |
|       | PPD/PSD | PPD/PSD | PPD/PSD | - José Cesario         |
|       | PS      | PS      | PS      | - Augusto Santos Silva |

#### 2015
| Parti                                      | Parti                                              | Voix    | %     | +/-   | Sièges | +/-           |
| ------------------------------------------ | -------------------------------------------------- | ------- | ----- | ----- | ------ | ------------- |
|                                            | Portugal en avant (PàF) (PPD/PSD-CDS-PP)           | 7 156   | 54,65 | 16,94 | 2      | en stagnation |
|                                            | Nous, citoyens ! (NC)                              | 2 632   | 20,10 | Nv.   | 0      | en stagnation |
|                                            | Parti socialiste (PS)                              | 1 601   | 12,23 | 9,51  | 0      | en stagnation |
|                                            | Parti démocrate républicain (PDR)                  | 469     | 3,58  | Nv.   | 0      | en stagnation |
|                                            | Personnes–Animaux–Nature (PAN)                     | 262     | 2,00  | Nv.   | 0      | en stagnation |
|                                            | Bloc de gauche (BE)                                | 229     | 1,75  | 0,43  | 0      | en stagnation |
|                                            | Coalition démocratique unitaire (CDU)              | 218     | 1,66  | 0,64  | 0      | en stagnation |
|                                            | Parti uni des retraités (PURP)                     | 121     | 0,92  | Nv.   | 0      | en stagnation |
|                                            | Parti de la Terre (MPT)                            | 98      | 0,75  | 0,05  | 0      | en stagnation |
|                                            | Parti national rénovateur (PNR)                    | 85      | 0,65  | 0,14  | 0      | en stagnation |
|                                            | Libre (L)                                          | 83      | 0,63  | Nv.   | 0      | en stagnation |
|                                            | Ensemble pour le peuple (JPP)                      | 53      | 0,40  | Nv.   | 0      | en stagnation |
|                                            | Parti populaire monarchiste (PPM)                  | 52      | 0,40  | 0,02  | 0      | en stagnation |
|                                            | Parti communiste des travailleurs portugais (PCTP) | 19      | 0,14  | 0,28  | 0      | en stagnation |
|                                            | AGIR (PTP-MAS)                                     | 17      | 0,13  | Nv.   | 0      | en stagnation |
|                                            |                                                    |         |       |       |        |               |
| Suffrages exprimés                         | Suffrages exprimés                                 | 13 095  | 88,73 |       |        |               |
| Votes blancs                               | Votes blancs                                       | 80      | 0,54  |       |        |               |
| Votes nuls                                 | Votes nuls                                         | 1 584   | 10,73 |       |        |               |
| Total                                      | Total                                              | 14 759  | 100   | -     | 2      | en stagnation |
| Abstention                                 | Abstention                                         | 149 748 | 91,03 |       |        |               |
| Inscrits/Participation                     | Inscrits/Participation                             | 164 507 | 8,97  |       |        |               |
|                                            |                                                    |         |       |       |        |               |
| Source: Commission nationale des élections |                                                    |         |       |       |        |               |

| Parti | Parti | Parti | Parti   | Députés                                  |
| ----- | ----- | ----- | ------- | ---------------------------------------- |
|       | PàF   |       | PPD/PSD | - José Cesario - Carlos Pascoa Gonçalves |

#### 2011
| Parti                                      | Parti                                              | Voix    | %     | +/-  | Sièges | +/-           |
| ------------------------------------------ | -------------------------------------------------- | ------- | ----- | ---- | ------ | ------------- |
|                                            | Parti social-démocrate (PPD/PSD)                   | 8 323   | 66,66 | 3,86 | 2      | en stagnation |
|                                            | Parti socialiste (PS)                              | 2 714   | 21,74 | 3,67 | 0      | en stagnation |
|                                            | CDS – Parti populaire (CDS-PP)                     | 615     | 4,93  | 1,30 | 0      | en stagnation |
|                                            | Bloc de gauche (BE)                                | 165     | 1,32  | 1,03 | 0      | en stagnation |
|                                            | Coalition démocratique unitaire (CDU)              | 127     | 1,02  | 0,17 | 0      | en stagnation |
|                                            | Mouvement Espoir pour le Portugal (MEP)            | 125     | 1,00  | 0,09 | 0      | en stagnation |
|                                            | Parti de la Nouvelle Démocratie (PND)              | 123     | 0,98  | 0,18 | 0      | en stagnation |
|                                            | Parti de la Terre (MPT)                            | 87      | 0,70  | N/A  | 0      | en stagnation |
|                                            | Parti national rénovateur (PNR)                    | 64      | 0,51  | 0,32 | 0      | en stagnation |
|                                            | Parti communiste des travailleurs portugais (PCTP) | 52      | 0,42  | 0,12 | 0      | en stagnation |
|                                            | Parti populaire monarchiste (PPM)                  | 47      | 0,38  | 0,19 | 0      | en stagnation |
|                                            | Parti humaniste (PH)                               | 43      | 0,34  | N/A  | 0      | en stagnation |
|                                            |                                                    |         |       |      |        |               |
| Suffrages exprimés                         | Suffrages exprimés                                 | 12 485  | 82,58 |      |        |               |
| Votes blancs                               | Votes blancs                                       | 99      | 0,65  |      |        |               |
| Votes nuls                                 | Votes nuls                                         | 2 536   | 16,77 |      |        |               |
| Total                                      | Total                                              | 15 120  | 100   | -    | 2      | en stagnation |
| Abstention                                 | Abstention                                         | 104 938 | 87,41 |      |        |               |
| Inscrits/Participation                     | Inscrits/Participation                             | 120 058 | 12,59 |      |        |               |
|                                            |                                                    |         |       |      |        |               |
| Source: Commission nationale des élections |                                                    |         |       |      |        |               |

| Parti | Parti   | Parti   | Parti   | Députés                                  |
| ----- | ------- | ------- | ------- | ---------------------------------------- |
|       | PPD/PSD | PPD/PSD | PPD/PSD | - José Cesario - Carlos Pascoa Gonçalves |